# Soden (Schiff, 1889)
Die Soden war ein deutscher Heckraddampfer, der von 1890 bis 1914 den Zollbehörden in der deutschen Kolonie Kamerun diente. Benannt war sie nach Julius von Soden. Das Endschicksal ist unbekannt.

## Geschichte

Zollflagge

Die Soden besaß einen extrem geringen Tiefgang und ein sehr hohes Promenadendeck, das beinahe die gesamte Schiffslänge umfasste und auf dem ursprünglich an Bug und Heck je eine 3,7-cm-Revolverkanone montiert war. Sie war in sechs Pontons zerlegbar konstruiert und wurde am 28. Februar 1890 von Hamburg aus nach Duala verschifft, wo sie den Zollbehörden diente. Vermutlich führte sie die für die deutschen Kolonien vorgesehene Zollflagge. Einzelheiten aus dem Dienstbetrieb sind nicht bekannt. Möglicherweise diente sie im Bedarfsfall der Schutztruppe für Kamerun und der Polizeitruppe Kamerun als Truppentransporter. In der Nacht vom 28. auf den 29. November 1891 übernahm die Soden die Schiffbrüchigen der Zehdenick, die unweit von Quaqua auf eine Sandbank gefahren und leckgeschlagen war, und brachte sie sicher nach Edea.
Unklar ist ihr Schicksal nach dem Ausbruch des Ersten Weltkriegs 1914. Das Schiff wurde nicht der Schutztruppe unterstellt, sondern verblieb in der unmittelbaren Verfügungsgewalt des Gouvernements. Möglicherweise wurde sie von den deutschen Behörden unbrauchbar gemacht oder aber von der britischen bzw. französischen Besatzungsmacht weiterverwendet. Das Endschicksal ist unbekannt.